# 八尺江
八尺江，位于中国广西壮族自治区南宁市南部，是郁江邕江段右岸支流，上游称凤亭河，发源于上思县那琴乡那布屯，南流至龙楼村转东北流，经凤亭河水库、南宁市的大王滩水库、那马镇，于南宁市邕宁区永乐村以北汇入邕江。河长141千米，流域面积2298平方千米。